# Mort d'Amandine
La mort d'Amandine également connue comme l'affaire Amandine est une affaire criminelle française relative à la mort par dénutrition d'Amandine, une jeune fille de 13 ans, dans la commune de Montblanc (Hérault) en France.
La mère d'Amandine, Sandrine Pissarra, est jugée coupable de « violences » et d’« actes de torture ou de barbarie ayant entraîné la mort sans intention de la donner » et condamnée le 24 janvier 2025 à la réclusion criminelle à perpétuité avec une période de sûreté de vingt ans. Jean-Michel Cros, compagnon de Sandrine Pissarra à l’époque des faits, est condamné à vingt ans de réclusion pour « privation de soins et d’aliments ».

## Profil de la victime et sévices vécus
Amandine, née en 2006, est la septième des huit enfants de Sandrine Pissarra, nés de trois unions, et la deuxième de son union avec Frédéric Florès.
À l'âge de 3 ans, les parents d'Amandine se séparent et elle devient la souffre-douleur de sa mère, qui pourrait d'après l'expertise psychiatrique réalisée pour le procès avoir « transposé sa haine de Frédéric Florès sur le corps d’Amandine ». Au procès, les quatre enfants les plus jeunes encore vivants racontent les punitions, châtiments et humiliations infligés à tous par leur mère, mais surtout à Amandine. Cette dernière n'a pas le droit de jouer avec les autres enfants et passe des week-ends entiers à recopier des lignes. Elle doit appeler sa mère « madame ».
Entre 2010 et 2014, trois signalements sont réalisés par l'école maternelle puis primaire, pour des traces de coup ou de brûlures et les vols de nourriture commis par Amandine, mais n'aboutissent pas. À partir de 2017, elle est interne au collège et son gros appétit est remarqué par ses camarades. Les surveillants remarquent de leur côté qu'elle porte toujours des manches longues, semble terrorisée en cas de mauvaise note et dort sous son lit quand elle fait une bêtise.
À l'annonce du premier confinement lié à la pandémie de Covid-19 en France en mars 2020, Amandine s'effondre et confie à une surveillante de son internat « Je vais mourir ». Peu après son retour à Montblanc, après avoir entendu des cris effrayants d'Amandine, une voisine adolescente enregistre sur son téléphone portable des hurlements d'Amandine et de sa mère ainsi que des bruits de gifles violentes. Amandine ne suit aucun cours à distance pendant le confinement, et ne retourne pas à l'internat à la fin de celui-ci en mai 2020.
Lors des derniers mois de sa vie, Amandine est régulièrement enfermée nue en guise de punition dans un débarras sans fenêtre au rez-de-chaussée de la maison familiale. Une caméra de vidéosurveillance est installée dans le débarras et permet à sa mère et à son beau-père de surveiller qu'elle fait ses lignes ou qu'elle reste immobile sur les genoux quand la porte est fermée. Sandrine Pissarra oblige également ses deux autres enfants à la surveiller à sa place quand elle n'est pas là. Les dernières semaines, elle est régulièrement privée de nourriture.
Elle meurt le 6 août 2020 dans l'après-midi, à l'âge de 13 ans, à la suite d’un trouble du rythme cardiaque et d’une septicémie favorisés par son état « cachectique ». Appelés par la mère d'Amandine qui soutient qu'elle a fait un malaise, les secours la découvrent morte au deuxième étage, dans sa chambre et non dans le débarras. Elle a été habillée, douchée, ses blessures recouvertes de pommade et ses ongles nettoyés. Elle pèse alors 28 kg pour 1,55 m, est couverte d'hématomes et décharnée. Une partie de ses cheveux ont été arrachés ou sont tombés et plusieurs de ses dents manquent. Pendant plusieurs mois suivant la mort d'Amandine, la famille ment dans ses déclarations aux enquêteurs et raconte qu'Amandine était une enfant difficile, qu’elle n’avait pas supporté la séparation de ses parents, était devenue anorexique et refusait de s’alimenter, qu’elle se griffait toute seule et se frappait la tête contre les murs.

## Profil des accusés
Sandrine Pissarra et Jean-Michel Cros sont interpellés en mai 2021. Ils sont initialement mis en examen et incarcérés pour « privation de soins et d’aliments suivie de mort d’une mineure de moins de 15 ans par ascendant » et « délit de violence » sur deux autres des enfants. Ils font par la suite des demandes de remise en liberté, dans un premier temps refusées par la justice. Après trois demandes, Jean-Michel Cros est remis en liberté en mai 2023 et placé sous contrôle judiciaire.
Une des sœurs aînées d'Amandine est également mise en examen pour non-dénonciation des faits et placée sous contrôle judiciaire.

### Profil de Sandrine Pissarra
Sandrine Pissarra est la mère d'Amandine. Elle est âgée de 54 ans au moment du procès. Elle est décrite comme une femme « violente », « manipulatrice », « prête à tout pour de l’argent », un « tyran » et un « parasite ».
Elle a huit enfants au total, de trois unions différentes. Les deux premières, Cindy et Vanessa, sont nées en 1989 et 1990 respectivement, et ont été emmenées par leur père au Portugal. Sandrine Pissarra a interdiction de les contacter après décision de la justice portugaise. D'une seconde union naissent Samantha en 1992 (décédée officiellement à 3 mois de mort subite du nourrisson), Jérémy en 1995 et Cassandra en 1996. Ces deux enfants fuient le domicile familial dès leur majorité. Avec Frédéric Florès, elle a trois enfants : Ambre en 2005, Amandine en 2006 et Ethan en 2009, peu avant la rupture du couple.
Sandrine Pissarra rencontre Jean-Michel Cros en 2016 et s'installe chez lui, à Montblanc, en 2018 avec ses trois derniers enfants. Elle ouvre un magasin de pose d'ongles. Au sein du village, elle se présente comme une mère courageuse qui n'a connu que des conjoints violents. Son ex-mari explique pourtant que c'est elle-même qui se fait des bleus pour obtenir la garde de ses enfants.
Lors du procès, elle raconte les privations et les coups dont elle aurait été elle-même victime pendant son enfance.

### Profil de Jean-Michel Cros
Jean-Michel Cros est le compagnon de Sandrine Pissarra au moment des faits, et le beau-père d'Amandine. Il est âgé de 49 ans au moment du procès. Au moment des faits, il dirige un centre de contrôle technique. Il rencontre Sandrine Pissarra en 2016, la quitte en 2017 à cause de désaccord sur ses méthodes éducatives, puis se remet en couple avec elle.
Il est décrit comme un homme « effacé » et « évitant le conflit », « gentil » et « altruiste », « attentionné avec ses employés comme avec les enfants de ses compagnes ».

## Procès et condamnation
Le procès a lieu du 20 au 24 janvier 2025 au sein de la cour d'assises de l'Hérault,, composée de trois magistrats professionnels et de six jurés populaires tirés au sort, cinq femmes et un homme.
Le parquet requiert la réclusion criminelle à perpétuité avec une période de sûreté de vingt ans pour Sandrine Pissarra et une peine de vingt ans de réclusion criminelle, sans peine de sûreté, pour Jean-Michel Cros.
Sandrine Pissarra est jugée coupable de « violences » et d’« actes de torture ou de barbarie ayant entraîné la mort sans intention de la donner ». Elle est condamnée le 24 janvier 2025 à la réclusion criminelle à perpétuité avec une période de sûreté de vingt ans, soit la peine requise par le parquet. Jean-Michel Cros est condamné à vingt ans de réclusion pour « privation de soins et d’aliments », soit deux ans de plus que la réquisition du parquet.